# Monument national de Governors Island
Le monument national de Governors Island (en anglais : Governors Island National Monument) est une aire protégée américaine à New York, sur l'île de Governors Island. Ce monument national a été créé le 19 janvier 2001 et il dépend du National Park Service.